# Центральный регион (Сингапур)
Центральный регион (англ. Central Region) — один из пяти регионов, на которые разделена Республика Сингапур. В соответствии со своим названием, он расположен в центральной части острова Сингапур, ближе к южному берегу. Регион разделён на 12 районов, один из которых — Центральный район (англ. Central Area) — разделён, в свою очередь, ещё на 11 районов.

## Городские районы
- Бишань (англ. Bishan)
- Букит-Мерах (англ. Bukit Merah)
- Букит-Тимах (англ. Bukit Timah)
- Гайлан (англ. Geylang)
- Каланг (англ. Kallang)
- Марин-Парейд (англ. Marine Parade)
- Новена (англ. Novena)
- Куинстаун (англ. Queenstown)
- Танлин (англ. Tanglin)
- Туа-Пайо (англ. Toa Payoh)
- Южные острова (англ. Southern Islands)
- Центральный район (англ. Central Area)
  - Деловой центр (англ. Downtown Core)
  - Марина-Ист (англ. Marina East)
  - Марина-Саут (англ. Marina South)
  - Мьюзиум (Музей; англ. Museum)
  - Ньютон (англ. Newton)
  - Орчард (англ. Orchard)
  - Аутрам (англ. Outram)
  - Ривер-Валли (англ. River Valley)
  - Рочор (англ. Rochor)
  - Речной район (Сингапур-Ривер; англ. Singapore River)
  - Стрейтс-Вью (англ. Straits View)

## Статистика
- Численность населения — 929 082 человек (2010)[1]
- Площадь территории — 131,5 км²[2]